# McCaffrey Dorsum
Il McCaffrey Dorsum è una struttura geologica sulla superficie di Caronte.